# جشنواره انار گوی‌چای

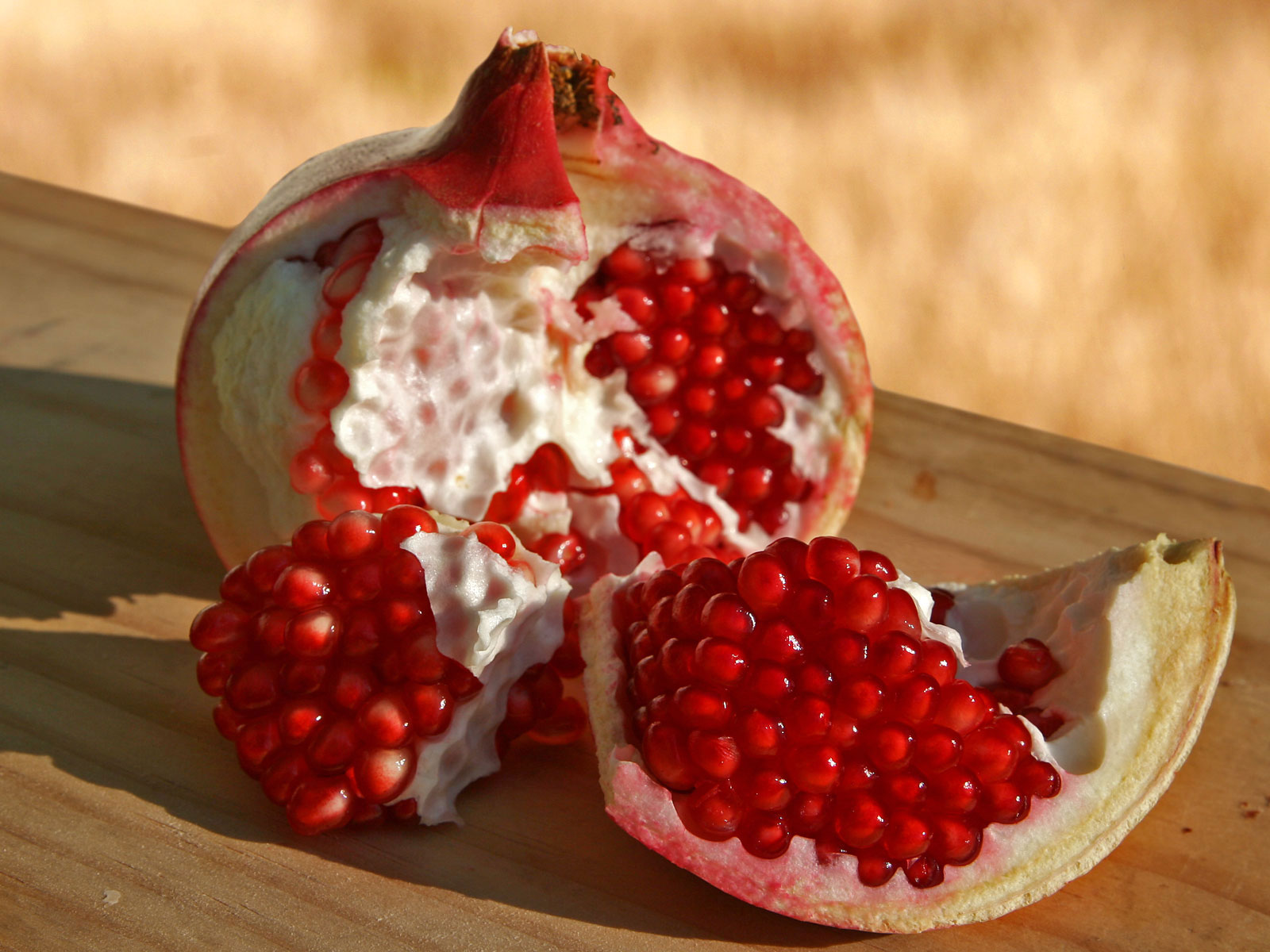
میوه انار، باز شده

جشنواره انار گوی‌چای (ترکی آذربایجانی: Göyçay nar festivalı) یک جشنوارهٔ فرهنگی است که در شهر گوی‌چای، جمهوری آذربایجان برگزار می‌شود. در ماه دسامبر سال ۲۰۲۰، جشنواره انار گوی‌چای در فهرست میراث فرهنگی ناملموس یونسکو ثبت شد.
هدف جشنواره آشنا کردن مردم با آشپزی آذربایجانی و مخصوصاً غذاهای درست شده با انار می‌باشد. در این جشنواره رقص‌های آذربایجانی همراه با موسیقی آذربایجانی نیز انجام می‌شود.
در این جشنواره مسابقاتی از جمله:بزرگترین انار یا مسابقه انار خوری برگزار می‌شود.
افراد حاضر در این جشنواره در هرسال به‌طور متوسط از ۷٬۰۰۰ تا ۵٬۰۰۰ هستند. این فستیوال در ماه اکتبر برگزار می‌شود.

## تاریخ فستیوال
جشنواره انار برای اولین بار با ابتکار و اهتمام مشترک وزارت فرهنگ و گردشگری جمهوری آذربایجان در ۳ نوامبر سال ۲۰۰۶ برگزار گردیده‌است.
آن رویداد با حضور سفرای کشورهای خارجی فعال در جمهوری آذربایجان، تجار اهل گوی‌چای مقیم در کشورهای خارجی و غیره… صورت گرفته‌است.

## دربارهٔ فستیوال
در جشنواره انار، انواع انار گوی‌چای و محصولات اناری از روستاهای جداگانه شهرستان به مرکز آن آورده شده و در نمایشگاه تشکیل شده در میدان شهر به نمایش گذاشته می‌شوند. افزون بر این، در حاشیه این رخداد فرهنگی ورزشکاران جوان و هنرمندان به ترتیب برنامه‌های ورزشی و موسیقی در مرکز شهر اجرا می‌کنند.

## نگارخانه

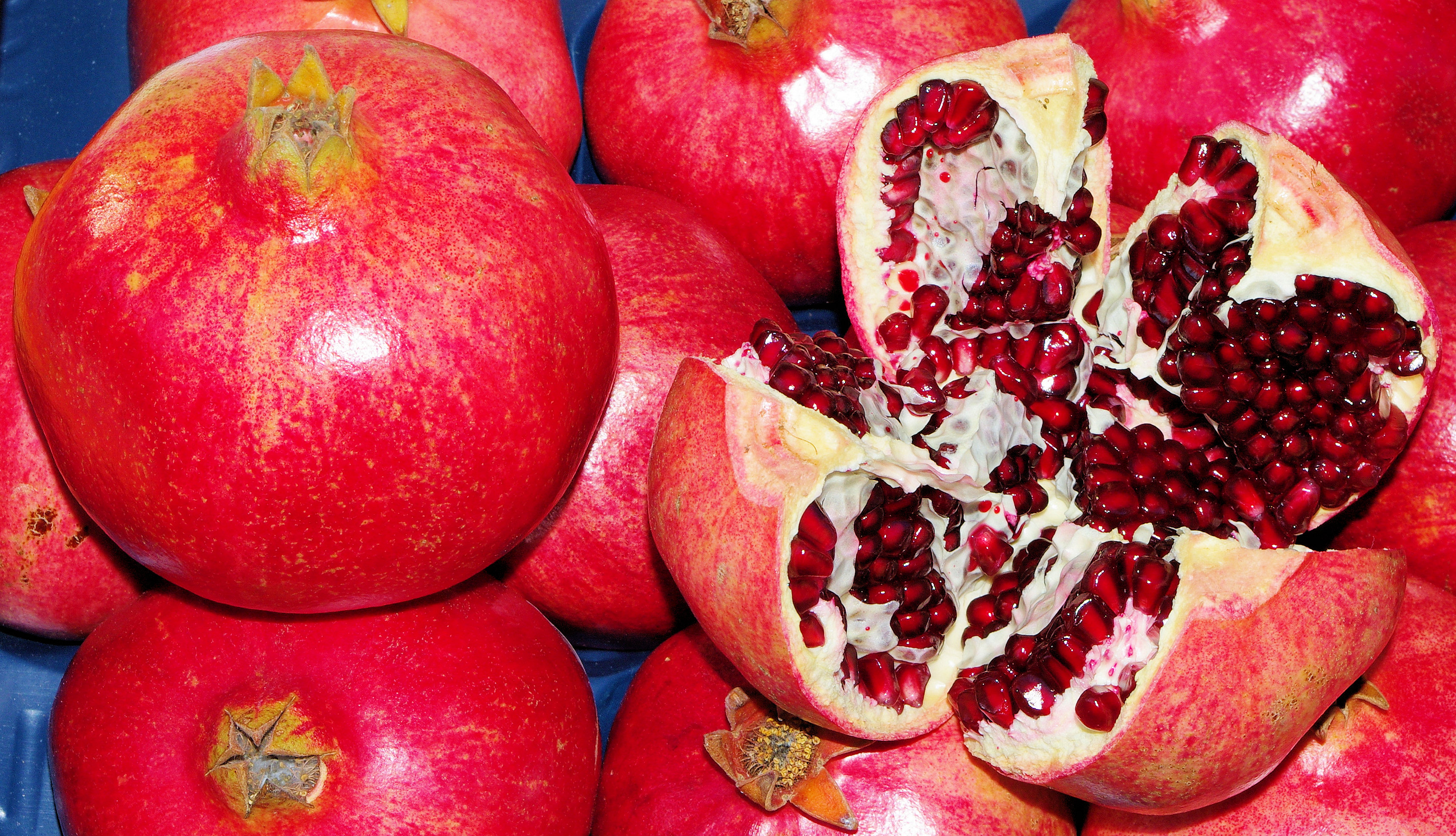
انار
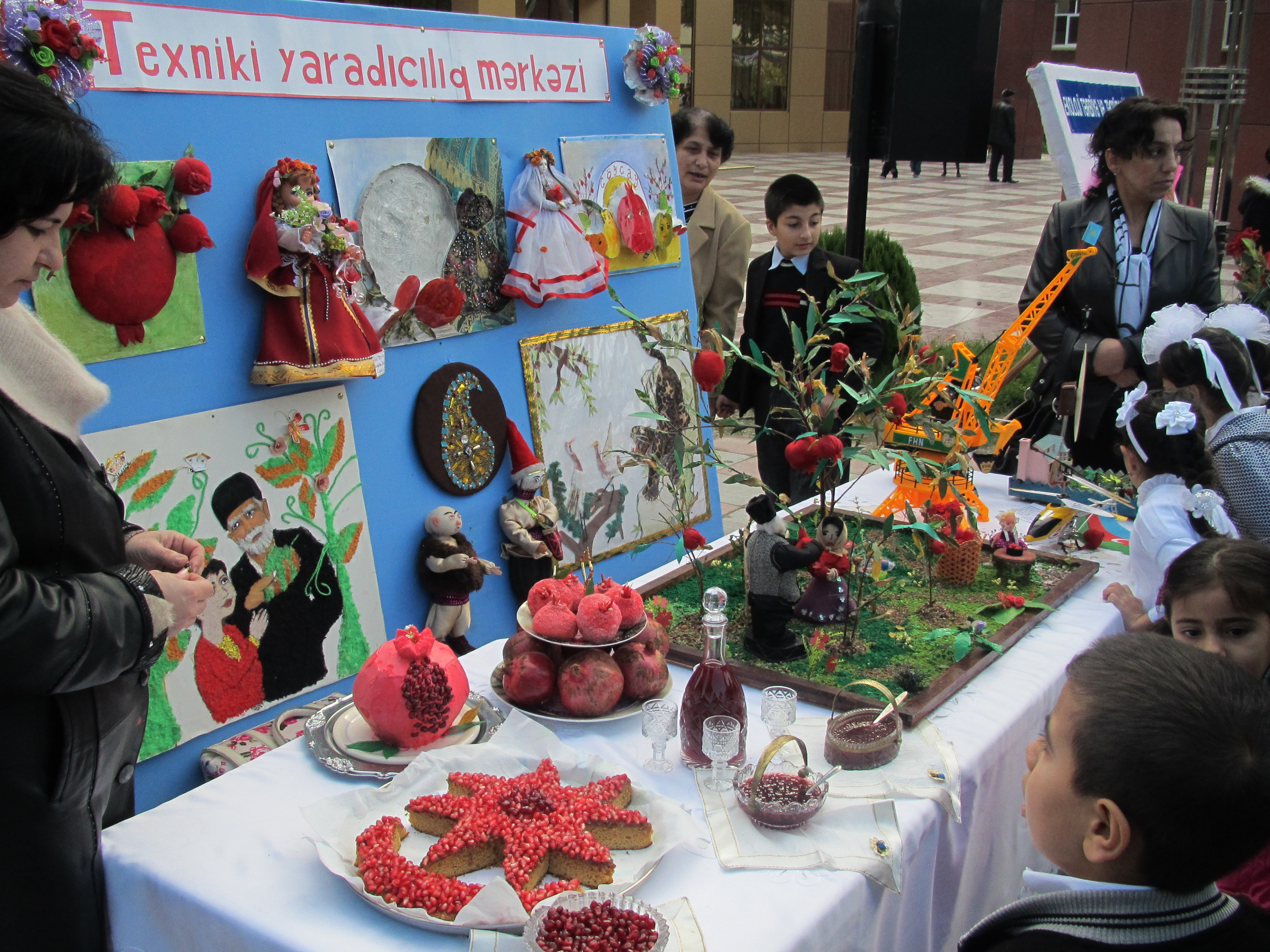
گوی‌چای، سال ۲۰۱۱. یکی از غرفه‌های فستیوال انار.
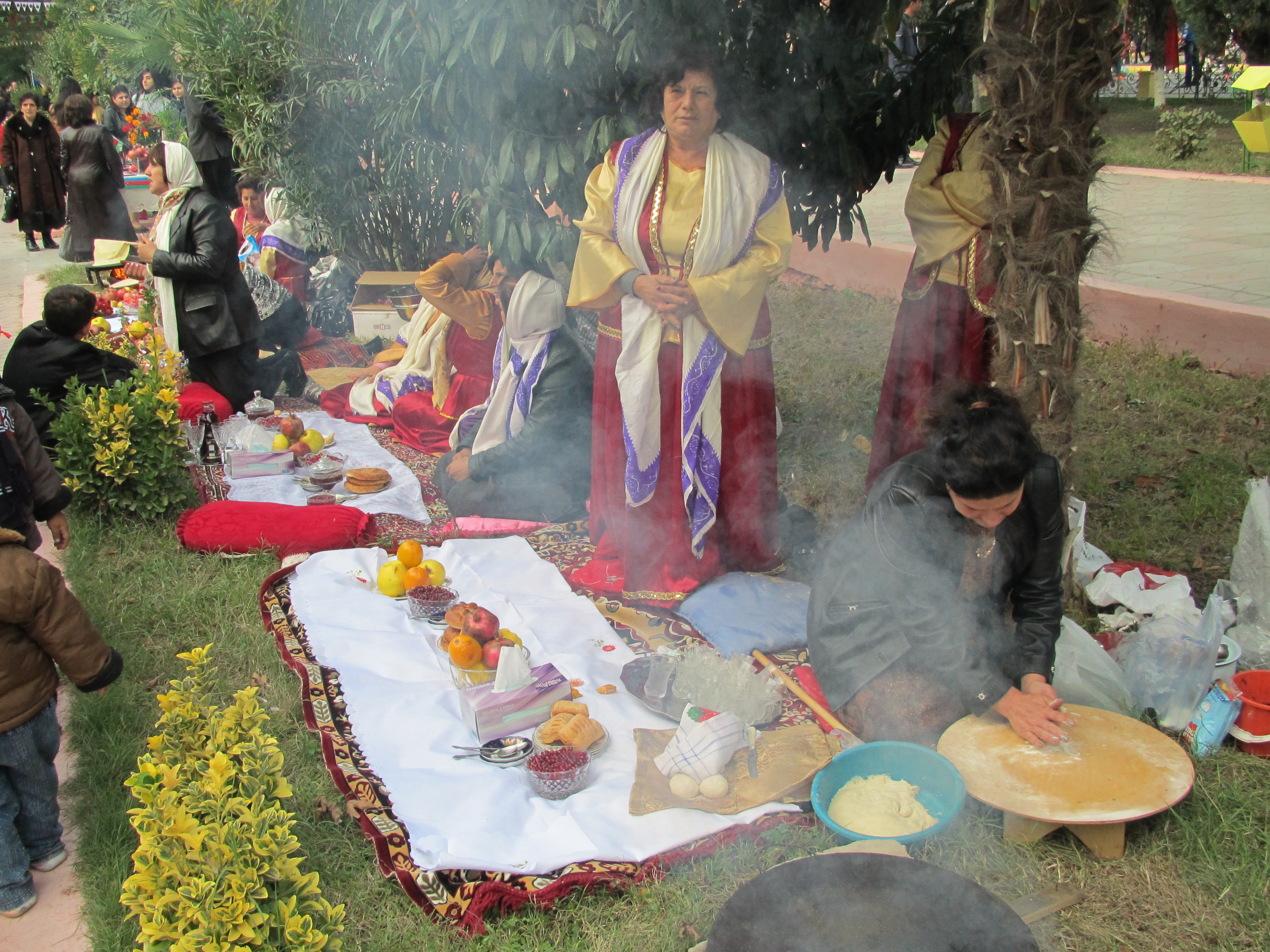
گوی‌چای، سال ۲۰۱۱.زنی با لباس محلی در حال درست کردن نان لواش.
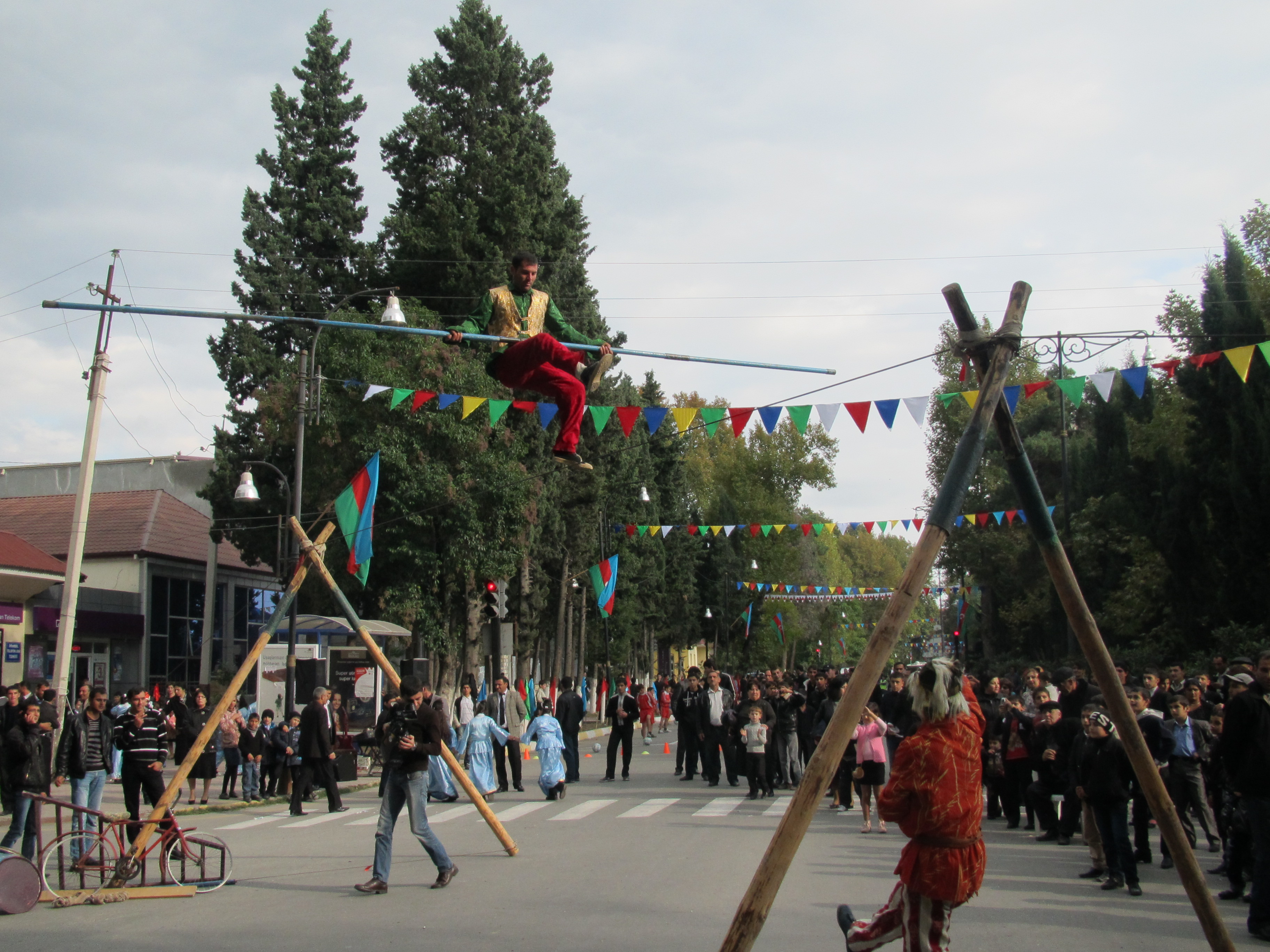
گوی‌چای، سال ۲۰۱۱. حرکات آکروباتیک در فستیوال انار.
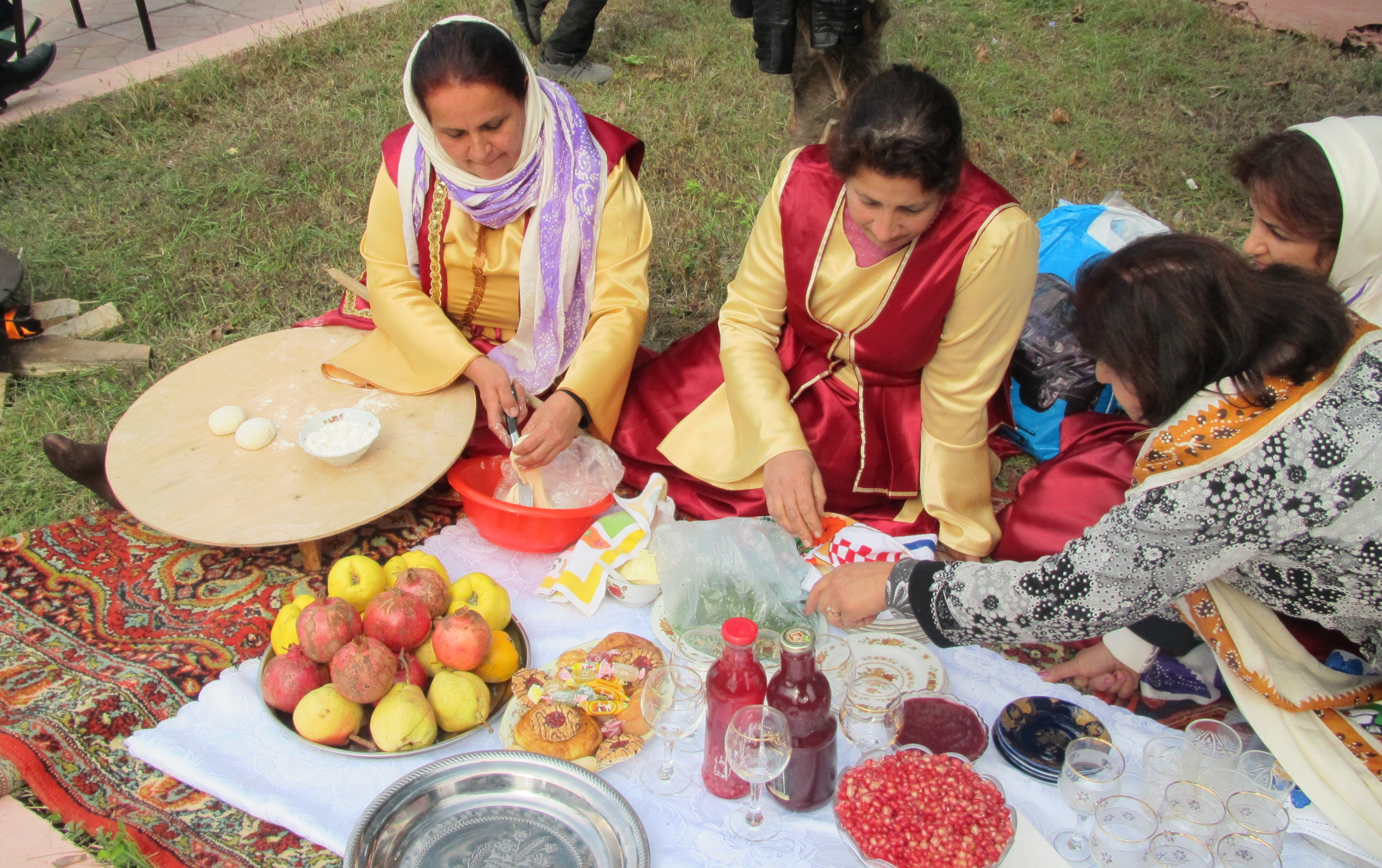
گوی‌چای  سال ۲۰۱۱. زنی در حال درست کردن نان لواش.